# Francisco Júnior
Francisco Santos da Silva Júnior, noto semplicemente come Francisco Júnior (Bissau, 18 gennaio 1992), è un calciatore guineense con cittadinanza portoghese, centrocampista del Botoșani.

## Carriera

### Club
Prodotto delle giovanili del Benfica de Bissau, Francisco Júnior è poi passato al Benfica, a Lisbona. Mentre era sotto contratto con la formazione lusitana, Francisco Júnior si è allenato con il Manchester City, all'insaputa del club portoghese: per questo motivo, il presidente Luís Filipe Vieira ha minacciato di denunciare i Citizens alla FIFA. A luglio 2011, infatti, Francisco Júnior aveva giocato una partita amichevole con una squadra giovanile del Manchester City, contro l'Altrincham. Grazie alla mediazione degli agenti Catió Balde e Kia Joorabchian, il Manchester City ha rinunciato al calciatore ed ha risarcito il Benfica con la somma di 1,5 milioni di euro.
A febbraio 2012, libero da vincoli contrattuali, è passato agli inglesi dell'Everton, legandosi ai Toffees per i successivi quattro anni e mezzo. Ha esordito in squadra il 25 settembre successivo, schierato titolare nella sconfitta per 2-1 arrivata sul campo del Leeds United, in una sfida valida per la Football League Cup 2012-2013.
In vista del campionato 2013-2014, è passato al Vitesse con la formula del prestito. Ha debuttato in Eredivisie in data 22 settembre, subentrando a Davy Pröpper nella vittoria interna per 3-0 sul PEC Zwolle. Il 30 ottobre ha trovato la prima rete, nel successo per 5-0 sul Noordwijk, in una sfida valida per il KNVB beker.
A febbraio 2014 è passato ai norvegesi dello Strømsgodset, sempre con la formula del prestito. Ha esordito in Eliteserien il 30 marzo successivo, schierato titolare nella vittoria per 4-2 sullo Start: nello stesso incontro ha trovato la prima rete con questa maglia. Il 16 luglio successivo ha disputato la prima partita nelle competizioni europee per club, quando è stato impiegato da titolare nella sconfitta interna per 0-1 contro la Steaua Bucarest. Ad agosto, ha fatto ritorno all'Everton per fine prestito.
Il 26 marzo 2015 è stato ceduto al Port Vale con la formula del prestito. Ha giocato una sola partita con questa casacca: il 28 marzo è stato infatti schierato titolare nella sconfitta per 3-1 in casa del Leyton Orient. Ha poi giocato nel Wigan con la medesima formula, inizialmente per un mese e poi fino a gennaio 2016. Ha debuttato con questa maglia l'8 agosto 2015, schierato titolare nella sconfitta per 2-0 in casa del Coventry City. Il 31 ottobre ha trovato la prima rete in campionato, con cui ha sancito il successo per 1-0 sullo Swindon Town.
Il 22 febbraio 2016, Francisco Júnior ha fatto ufficialmente ritorno allo Strømsgodset, stavolta a titolo definitivo. Il 19 marzo successivo è tornato a calcare i campi norvegesi, subentrando a Mounir Hamoud nella sconfitta per 1-0 in casa del Rosenborg. Ha chiuso la stagione a quota 27 presenze e una rete, tra tutte le competizioni.
Il 20 settembre 2017 ha rinnovato il contratto che lo legava allo Strømsgodset fino al 31 dicembre 2018.
Alla scadenza di questo accordo, ha firmato un contratto valido per i successivi due anni e mezzo con i danesi del Vendsyssel.

### Nazionale
Francisco Júnior ha rappresentato il Portogallo a livello Under-19 e Under-21. È stato convocato nella selezione Under-19 in vista di un torneo amichevole da disputarsi a La Manga del Mar Menor a gennaio 2011. Ha esordito nella sfida contro la Slovacchia, subentrando a Rubén Pinto al 73º minuto. Ha poi disputato le successive sfide contro Norvegia e Svezia, contribuendo al successo finale della compagine lusitana. Ad ottobre 2012 ha giocato l'unica partita per la rappresentativa Under-21, in un'amichevole persa per 0-1 contro l'Ucraina.
Successivamente, il calciatore ha manifestato l'intenzione di rappresentare la Guinea-Bissau. A gennaio 2017 è stato convocato per la Coppa delle nazioni africane 2017, che la Guinea-Bissau avrebbe disputato per la prima volta nella sua storia.

## Statistiche

### Presenze e reti nei club
Statistiche aggiornate al 30 maggio 2020.
| Stagione            | Club                | Campionato          | Campionato | Campionato | Coppe nazionali | Coppe nazionali | Coppe nazionali | Coppe continentali | Coppe continentali | Coppe continentali | Supercoppe | Supercoppe | Supercoppe | Totale | Totale |
| Stagione            | Club                | Comp                | Pres       | Reti       | Comp            | Pres            | Reti            | Comp               | Pres               | Reti               | Comp       | Pres       | Reti       | Pres   | Reti   |
| ------------------- | ------------------- | ------------------- | ---------- | ---------- | --------------- | --------------- | --------------- | ------------------ | ------------------ | ------------------ | ---------- | ---------- | ---------- | ------ | ------ |
| 2012-2013           | Everton             | PL                  | 0          | 0          | FACup+CdL       | 0+1             | 0               | -                  | -                  | -                  | -          | -          | -          | 1      | 0      |
| 2013-feb. 2014      | Vitesse             | ED                  | 2          | 0          | CO              | 1               | 1               | -                  | -                  | -                  | -          | -          | -          | 3      | 1      |
| feb.-ago. 2014      | Strømsgodset        | ES                  | 12         | 1          | CN              | 1               | 0               | UCL                | 2                  | 0                  | -          | -          | -          | 15     | 1      |
| mar.-mag. 2015      | Port Vale           | FL1                 | 1          | 0          | FACup+CdL+FLT   | -               | -               | -                  | -                  | -                  | -          | -          | -          | 1      | 0      |
| 2015-gen. 2016      | Wigan               | FL1                 | 10         | 1          | FACup+CdL+FLT   | 1+0+1           | 0               | -                  | -                  | -                  | -          | -          | -          | 12     | 1      |
| 2016                | Strømsgodset        | ES                  | 20         | 0          | CN              | 5               | 1               | UEL                | 2                  | 0                  | -          | -          | -          | 27     | 1      |
| 2017                | Strømsgodset        | ES                  | 29         | 1          | CN              | 1               | 0               | -                  | -                  | -                  | -          | -          | -          | 30     | 1      |
| 2018                | Strømsgodset        | ES                  | 18         | 0          | CN              | 4               | 0               | -                  | -                  | -                  | -          | -          | -          | 22     | 0      |
| Totale Strømsgodset | Totale Strømsgodset | Totale Strømsgodset | 79         | 2          |                 | 11              | 1               |                    | 4                  | 0                  |            | -          | -          | 94     | 3      |
| gen.-giu. 2019      | Vendsyssel          | SL                  | 14         | 0          | CD              | 1               | 0               | -                  | -                  | -                  | -          | -          | -          | 15     | 0      |
| 2019-2020           | Hapoel Haifa        | Lh                  | 23         | 0          | CI+CdL          | 3+2             | 0               | -                  | -                  | -                  | -          | -          | -          | 28     | 0      |
| Totale              | Totale              | Totale              | 129        | 3          |                 | 20              | 2               |                    | 4                  | 0                  |            | -          | -          | 154    | 5      |

## Palmarès

### Club

#### Competizioni nazionali
- Supercoppa di Romania: 1

Sepsi: 2022
- Coppa di Romania: 1

Sepsi: 2022-2023